# Crédit d'investissement
Ne doit pas être confondu avec Lend-Lease, crédit-bail ou Prêt-Bail.
Un crédit d’investissement prend généralement la forme d’un prêt d’équipement accordé généralement par un établissement de crédit.

## Le crédit d'investissement à proprement parler

### Types de financement
Ce peut être un prêt à moyen terme (3 à 7 ans) pour l’achat de matériels, voire d’un prêt à long terme dans le cas de matériels lourds, de chaîne de production ou de bâtiments industriels. Dans le cas d’un gros projet, il peut faire intervenir une banque d’investissement.

### Caractéristiques générales
- Il finance en général une partie du coût (70 à 80 %), le reste devant être apporté par autofinancement.
- Il correspond en général à la technique d’un prêt amortissable soit par amortissement constant, soit à annuités constantes.
- Le taux est souvent variable (indexé sur les taux du marché).
- La durée est en général inférieure à la durée de vie attendue de l'équipement.

### Ligne de crédit d'investissement
Certaines entreprises bénéficient à l’aide de leur banque ou d’un crédit syndiqué d’une ligne de crédit d’investissement, annuelle ou pluriannuelle, leur permettant de faire des tirages à chaque nouvelle dépense d’investissement en respectant un plafond total préattribué.
Cette technique est voisine du crédit renouvelable (ou « crédit permanent ») sauf que le plafond concerne le montant total des tirages pendant la période définie et non de l’encours des crédits compte tenu des remboursements.